# Millet
|  | Per a altres significats, vegeu «Millet (desambiguació)». |

En la mitologia catalana, un millet o molet era una mena de follet minúscul de forma poc determinada que es deixava endur pel vent per volar, sobretot en la mena de remolins que es formen en la tardor.
El millet tenia la capacitat d'embarassar les fadrines que rebessin una ventada amb el follet de cara. Llavors la dona desgraciada infantava un ésser deforme amb molt de caps, cames i braços, anomenat mola, que així que naixia fugia tan ràpid com podia o fins i tot hi havia vegades en què tornava a entrar al cos del qual havia sortit. A més, amb la mola naixia un nadó escanyolit i malaltís amb totes les probabilitats de morir.
Les moles eren considerades éssers portadors de mala sort i calia no veure'ls. Provocaven destrosses i desgràcies allà on apareixien. L'única manera que existia per deslliurar-se'n era tancar-los dins d'un forn de forner i cremar-lo a altes temperatures. Després d'això calia destruir el forn i tirar-lo a terra, ja que el forn quedava absolutament inservible per a cuinar-hi aliments. Es podria fer servir per altres usos com per coure terrissa, però mai per cuinar.